# Peribea (hija de Alcatoo)
En la mitología griega Peribea (Περίβοια, Períboia), Eribea (Ἐρίβοια, Eríboia) o Melibea (Μελίβοια, Melíboia), es la hija de Alcátoo, hijo de Pélope, y madre de Áyax.
Se cuenta que en un principio Teseo se casó legalmente con Peribea o Melibea. Fue entonces cuando los megarenses tuvieron que pagar tributo a los atenienses; en efecto, se dice que Alcátoo envió a su hija Peribea juntamente con Teseo a Creta en pago del tributo. Peribea había sido una de las siete jóvenes (junto con otros tantos varones) que fueron enviadas a Creta para ser entregadas como pasto del Minotauro. Cuando Minos condujo a Teseo y al resto de la expedición de los muchachos a Creta, se enamoró de Peribea, y como Teseo se le opusiese fuertemente, en su ira le injurió, diciéndole, entre otras cosas que no era hijo de Poseidón, puesto que no era capaz de recuperar el anillo que él llevaba consigo, si lo dejaba caer al mar. Más tarde, tras la desaparición de Teseo, Telamón, hijo de Éaco, tuvo relaciones y se casó con Peribea, y he aquí que nació Áyax. Áyax heredó el poder de Alcátoo en Mégara por ser su abuelo materno. Áyax deseaba enviar a su hijo Eurísaces para que cuidara de Telamón y Eribea en su ancianidad.